# Leonhard Frank
Leonhard Frank (n. 4 septembrie 1882 - d. 18 august 1961) a fost un scriitor expresionist german.
Urmărit de naziști, în perioada 1933 - 1950 emigrează în Elveția, Franța și SUA.
Scrierile sale denunță războiul, rasismul și crimele împotriva umanității. 

## Opera
- 1914: Banda de hoți ("Die Räuberbande")
- 1919: Omul este bun ("Der mensch ist gut")
- 1924: Cetățeanul ("Der Bürger")
- 1927: Karl și Anna ("Karl und Anna")
- 1931: Trei din trei milioane ("Von drei milionen drei")
- 1952: În stânga, unde e inima ("Links, wo das Herz ist").